# Limnodynastes dorsalis
A Limnodynastes dorsalis a kétéltűek (Amphibia) osztályának békák (Anura) rendjébe, a mocsárjáróbéka-félék (Limnodynastidae) családjába, azon belül a Limnodynastes nembe tartozó faj.

## Előfordulása
Ausztrália endemikus faja. Ausztrália Nyugat-Ausztrália államának délnyugati részén a Murchison-folyó alsó folyásától délre és keletre; az ország belseje felé Galénáig, Moorin Rockig, a Cronin-tóig és Coragina Rockig honos. Elterjedési területének mérete nagyjából 342 300 km².

## Nevének eredete
A dorsalis névvel leírói feltehetőleg a hátán látható mintázatra utaltak.

## Megjelenése
Nagy termetű békafaj, testhossza elérheti a 7,5 cm-t. Háta világosbarna, szürke vagy sötétzöld, rajta sötétebb foltokkal, háta közepén húzódó vékony krémszínű csíkkal. Pofája csúcsától mellső lábáig sötétbarna sáv húzódik. Has fehér vagy krém színű. Aranybarna színű pupillája csaknem kerek. Oldala gyakran fehér, fekete színű márványos mintázattal. Ágyékán és combjainak tövén élénk narancs vagy vörös foltok láthatók. Mellső lábfejei úszóhártya nélküliek, hátsókon némi úszóhártya látható. Ujjai végén nincsenek korongok. Jellegzetessége a mirigyszerű kinövés a szája sarkában, valamint a lábszárának felső felén látható mirigyek. A hímek mellső lába erőteljesebb a nőstényekénél, torkuk sötétebb árnyalatú, a párzási időszakban hüvelykvánkost növesztenek.

## Életmódja
A párzás az esős évszakban, téltől tavaszik következik be. A párzás során a nőstény lábaival habot ver a vízben, ebbe a habos vízbe helyezi el petéit. A petéket a kialakult időszakos pocsolyák, mocsarak vizének felszínére helyezi, általában a víz fölé nyúló növényzet védelmében. Az ebihalak hossza elérheti a 9 cm-t, színük barna, fakó aranyos színű pettyekkel tarkítva. Az ebihalak gyakran a víz mélyén maradnak. Teljes kifejlődésük hosszú időt vesz igénybe lassú.
A kifejlett egyedek gyakran a vizektől távol is megfigyelhetők. Képesek elvermelni magukat, az év nagy részét a laza homokos talajba ásott üregekben, a párzási helyektől távol töltik.
Étrendjét elsősorban rovarok és férgek alkotják, bár mindent elfogyaszt, amit el tud kapni.

## Természetvédelmi helyzete
A vörös lista a nem fenyegetett fajok között tartja nyilván. Elterjedési területén, Nyugat-Ausztráliában fekvő nemzeti parkokban védett, többek között a Frank Hann Nemzeti Parkban.